# Schuldnerberatung
Schuldnerberatung bezeichnet ein Angebot für Menschen mit Schuldenproblemen oder in einer Situation der Überschuldung in Form von Rat und Hilfe in psychosozialer, finanzieller und rechtlicher Hinsicht, welches von Schuldnerberatungsstellen angeboten und durchgeführt wird. Ziel der Beratung ist dabei die Überwindung von Problemen, die mit der Verschuldung zusammenhängen. Im Jahr 2018 suchten in Deutschland 570.000 Menschen eine Schuldnerberatung auf.

## Arbeitsweise
Gut entwickelte Schuldnerberatungsstellen orientieren sich an einem ganzheitlichen und interdisziplinären Beratungskonzept. Die Beratung wird dabei von Sozialarbeitern und Sozialpädagogen geleistet, im besten Falle binden sie Psychologen, Betriebswirte und Juristen mit ein. Schuldnerberatung kann als eigenständiges Angebot stattfinden oder in einen übergeordneten Beratungsprozess (z. B. im Rahmen von Bewährungshilfe) integriert sein.
Vordringlichstes Ziel der Beratung ist es, die elementaren Lebensbedürfnisse der ratsuchenden Menschen und ihrer Angehörigen (Wohnraum, Strom und Lebensmittel) durch Ausschöpfung aller Möglichkeiten zeitnah abzusichern. Mittelfristig wird dann auch eine psychosoziale Stabilisierung, die Aktivierung des Selbsthilfepotenzials und langfristig die vollständige Schuldenregulierung angestrebt.
In Deutschland ermöglicht die Insolvenzordnung (InsO) überschuldeten Menschen eine Restschuldbefreiung. Nach Eröffnung eines Verbraucherinsolvenzverfahrens und Ablauf einer dreijährigen „Wohlverhaltensperiode“ oder auch „Wohlverhaltensphase“ ist eine Zahlungsentpflichtung durch Gerichtsbeschluss möglich. Die auf die Durchführung eines Verbraucherinsolvenzverfahrens gerichtete Beratung ist eine Insolvenzberatung. In der Praxis sind die meisten Beratungsstellen Schuldner- und Insolvenzberatungsstellen.

## Wirksamkeit
Im Ergebnis führen Schuldnerberatungen gemäß einer Studie der Koordinierungsstelle Schuldnerberatung in Schleswig-Holstein 2017 nach etwa sechs Monaten zu messbaren Verbesserungen auf der psychosozialen Ebene. Zudem konnte in mehreren Studien eine Verbesserung der Lage auch bei der wirtschaftlichen und finanziellen Dimension festgestellt werden. Akute Probleme wie unpünktliche Mietzahlungen konnten Schuldnerberatungen in vielen Fällen mindern. Der langfristige Weg aus den Schulden ist für Betroffene aber meistens nur durch eine Privatinsolvenz möglich. Hierbei haben Schuldnerberatungen eine unterstützende Wirkung, indem sie die Klienten beim Aufbau von Schlüsselkompetenzen (z. B. Kenntnis über Höhe von Einkommen, Schulden oder Pfändungsfreigrenzen) unterstützen. Zahlreiche weitere Studien wurden in unterschiedlichen Regionen Deutschlands zwischen 2004 und 2019 angefertigt, die zu ähnlichen Ergebnissen kamen.

## Situation nach Ländern

### Staatliche Anerkennung in Deutschland
Der Begriff Schuldnerberatung ist nicht gesetzlich geschützt, ebenso wenig gibt es eine Mindestqualifikation oder geregelte Ausbildung für Schuldnerberater. Der häufig verwendete Begriff der „staatlichen Anerkennung“ bezieht sich allein auf die Berechtigung zur Ausstellung einer Bescheinigung über die Erfolglosigkeit des vorgeschriebenen außergerichtlichen Einigungsversuchs im Rahmen eines Verbraucherinsolvenzverfahrens (InsO-§ 305 Absatz 1 Nr. 1 letzter Satz: „Die Länder können bestimmen, welche Personen oder Stellen als geeignet anzusehen sind.“). Die Kriterien, nach denen diese Anerkennung durch die Landesbehörden erfolgt, sind nicht bundeseinheitlich. Die staatliche Anerkennung ist kein Qualitätsnachweis für die Beratung durch die Stelle. Dies gilt gleichermaßen für seriöse, staatlich anerkannte private Einrichtungen als auch für Stellen, die in Trägerschaft von Kommunen oder von anerkannten Wohlfahrtsverbänden arbeiten.

#### Online-Beratung
Mittlerweile bieten verschiedene Organisationen in Deutschland eine Online-Beratung für Schuldner an. So haben der Deutsche Caritasverband und die Bundesarbeitsgemeinschaft Schuldnerberatung eine Onlineberatungsstelle eingerichtet.

### Österreich
Es gibt in Österreich zehn staatlich anerkannte Schuldenberatungen, die in allen Bundesländern vertreten sind. Die Beratung erfolgt in 67 Stellen österreichweit, kostenlos und vertraulich.
Die staatlich anerkannten Schuldenberatungen in Österreich sind zum überwiegenden Teil als privatrechtliche, gemeinnützige Vereine organisiert. Einige sind in öffentliche Einrichtungen (z. B. Magistrat) eingebunden oder als gemeinnützige Gesellschaft mit beschränkter Haftung organisiert. Sie werden zum größten Teil von öffentlicher Hand finanziert (Länder, Städte, Arbeitsmarktservice, sonstige Einrichtungen).
Staatlich anerkannte Schuldenberatungen arbeiten im öffentlichen Auftrag des Bundesministeriums für Justiz und sind besonderen Qualitätskriterien verpflichtet. Seit 2008 tragen die „staatlich anerkannten Schuldenberatungen“ ein Gütesiegel, das größere Sicherheit im Hinblick auf das zur Verfügung stehende Beratungsangebot gibt und anerkannte Schuldenberatungen von anderen Anbietern unterscheidbar macht. Staatlich anerkannte Schuldenberatungen sind berechtigt, Schuldner im Schuldenregulierungsverfahren vor Gericht zu vertreten.
Jede staatlich anerkannte Schuldenberatungsstelle ist mit Sitz und Stimme im Beirat der Dachorganisation ASB Schuldnerberatungen vertreten. Diese wurde 1992 als Verein gegründet und 2002 in eine GmbH umgewandelt.
Staatlich anerkannte Schuldenberatungen sind um nachhaltige Lösungen bemüht. Neben der unmittelbaren Unterstützung bei der Schuldenregulierung wird auch auf die Gründe der Ver- und Überschuldung Augenmerk gelegt.

### Schweiz
In der Schweiz gibt es in fast allen Kantonen gemeinnützige Schuldenberatungsstellen, die Mitglied im Dachverband Schuldenberatung Schweiz sind. Diese sind Kompetenzzentren für Budget- und Schuldenfragen. Sie stellen Informationen zur Verfügung, beraten Schuldnerinnen und Schuldner und setzen sich für eine Verbesserung der Lebensumstände von überschuldeten Personen und ihren Haushalten ein. Mehrere Fachstellen engagieren sich auch in der Schuldenprävention. Daneben gibt es kommerzielle Schuldenberaterinnen und Schuldenberater.
Der Dachverband „Schuldenberatung Schweiz / Dettes Conseils Suisse“ ist ein Verein und wurde 1996 gegründet. Er hat 41 Mitglieder. Diese sind gemeinnützige, nicht gewinnorientierte juristische Personen, die sich verpflichten in ihrer Praxis die Richtlinien des Dachverbandes umzusetzen und über qualifiziertes Personal verfügen.
Die Organisationsform der einzelnen Mitgliedern des Dachverbandes in den Kantonen ist sehr unterschiedlich. Dasselbe gilt für die Finanzierung. Es gibt spezialisierte Beratungsstellen oder solche, die einer polyvalenten Sozialberatungsstelle angeschlossen sind. Letzteres gilt vor allem für Caritas und Centre Social Protestant. Mehrheitlich sind die Beratungsstellen privatrechtlich organisiert und nur in Ausnahmefällen einem staatlichen kommunalen Dienst angeschlossen. Die Finanzierungsart reicht von Beiträgen von Kantonen und Gemeinden bis zu Beiträgen von privaten Stiftungen und Spenden.
Die Richtlinien von Schuldenberatung Schweiz regeln die Aufgaben, Grundsätze und Verfahren der Schuldenberatung und Schuldenbereinigung. Die Mitglieder des Dachverbandes Schuldenberatung Schweiz verpflichten sich gemäß Art. 3 der Vereinsstatuten zur Einhaltung dieser Richtlinien.
Vollstreckungsrechtliche Fragen werden in der Schweiz im Schuldbetreibungs- und Konkursrecht (SchKG) geregelt. Das SchKG enthält folgende Entschuldungsverfahren: Private einvernehmliche Schuldenbereinigung (Art. 333 ff. SchKG), Gerichtlicher Nachlassvertrag (Art. 293 ff. SchKG), Privatkonkurs (Art. 191 SchKG). Zudem gibt es den aussergerichtlichen Nachlassvertrag und Rückkauf von Verlustscheinen gemäß Obligationenrecht Art. 115. Wenn die vorangehend genannten Verfahren nicht durchgeführt werden können, unterstützen die Beratungsstellen des Dachverbandes die überschuldete Person beim «Leben mit Schulden», um die finanzielle Situation zu stabilisieren und neue Schulden zu verhindern und eine allfällige Veränderung ihrer Lage (Anstellung, Wohnung usw.) wahrnehmen zu können. Derzeit bereitet das Bundesamt für Justiz eine Gesetzesrevision im Bereich des Schuldbetreibungs- und Konkursrechts vor.